# Бирлик (Бескарагайский район)
Бирлик (каз. Бірлік) — село в Бескарагайском районе Абайской области Казахстана. Входит в состав Глуховского сельского округа. Находится примерно в 44 км к югу от районного центра, села Бескарагай. Код КАТО — 633637400.

## Население
В 1999 году население села составляло 213 человек (97 мужчин и 116 женщин). По данным переписи 2009 года, в селе проживало 206 человек (99 мужчин и 107 женщин).